# کوه نورث (کالیفرنیا)
کوه نورث (به انگلیسی: North Peak) یک کوه در ایالات متحده آمریکا است که در کالیفرنیا واقع شده‌است.